# Test Drive Unlimited
Test Drive Unlimited е аркадна игра, 9-ата от серията Test Drive. Съдържа 125 лицензирани спортни коли и мотори. Картата е създадена по модел на остров Оаху и има около 1500 километра пътища.

## За играта
В света на Test Drive Unlimited играчът може да пътува както по пътищата, така и извън тях и да се състезава със срещнатите от него състезатели. Теренът варира от гори и планини до плажове. В играта може да се види и столицата на Хаваи, Хонолулу.
Версиите за PC и Xbox360 поддържат волани. След третото обновяване на играта, PC изданието поддържа force feedback волани.
За да се намали рекламата в играта са премахнати доста от сградите (като Пърл Харбър, военна база Hickham, търговски център Ala Moana и др.)
Офлайн игра
Играта започва със закупуване на кола и къща. След това играчът е свободен да обикаля целия остров, с което открива магазини за автомобили и мотори, тунинг магазини, мисии за изпълняване и други.
Спечелването на повечето състезания носи пари, а на други – купони, с които се купуват дрехи. С парите може да се купуват и обновяват всякакви автомобили, мотори и къщи.
Онлайн игра
В режим на онлайн игра играчът може да:
- се състезава с други играчи
- да си урежда случайни състезания
- да създава и да участва в клубове
- да продава и да купува коли

## Продължение
Играта има потвърдено от Atari продължение – Test Drive Unlimited 2, което ще излезе на пазара на 17 януари 2011